# Bruno Schmitz
Bruno Schmitz (Düsseldorf, 21 novembre 1858 – Berlino, 27 aprile 1916) è stato un architetto tedesco.

## Biografia
Celebre per i progetti di monumenti realizzati all'inizio del XX secolo, ha lavorato a stretto contatto con gli scultori Emil Hundrieser, Nikolaus Geiger e Franz Metzner, i cui contributi alle sue architetture erano fondamentali, visto che fornivano loro le sculture necessarie a completarle. 
La sua opera più celebre è il Monumento alla Battaglia delle Nazioni, realizzato nel 1913 a Lipsia, in Sassonia, che progettò coadiuvato dall'architetto locale Clemens Thieme. Il monumento è stato inaugurato nel 1913 dall'imperatore Guglielmo II di Germania. Franz Metzner realizzò invece le sue sculture, tra cui quelle presenti nella cripta del monumento.
Schmitz progettò anche il monumento di Kyffhäuser presso il castello medievale di Kyffhausen e il monumento all'imperatore Guglielmo a Porta Westfalica. Bruno Schmitz fu quindi l'architetto dei tre più grandi monumenti di guerra tedeschi. I tre monumenti citati sono tutti costituiti da strutture murarie tozze aventi uno stile che mescola il romanico con tocchi modernisti, e tutti sono associati al nazionalismo tedesco dei decenni precedenti alla prima guerra mondiale. Bruno Schmitz fu anche finalista al concorso organizzato per la costruzione del Vittoriano, monumento nazionale italiano presente a Roma.